# Eristalis rossica
Eristalis rossica är en tvåvingeart som beskrevs av Stackelberg 1958. Eristalis rossica ingår i släktet slamflugor, och familjen blomflugor. Inga underarter finns listade i Catalogue of Life.